# کانن ئی‌اواس ۱۰۰دی
کانن ئی‌اواس ۱۰۰دی یک دوربین دیجیتال تک لنزی بازتابی DSLR است که در تاریخ ۲۱ مارس ۲۰۱۳ توسط کانن معرفی شد.
این دوربین عنوان «کوچک‌ترین و سبک‌ترین دوربین DSLR جهان» را یدک می‌کشد.

## ویژگی‌ها
کانن ئی‌اواس ۱۰۰دی مجموعه‌ای از ویژگی‌های دوربین بزرگتر ۷۷۰دی را ارائه می‌دهد.
امکانات این دوربین عبارتند از:
- سنسور ۱۸٫۰ مگاپیکسلی
- پردازشگر DIGIC 5
- منظره یاب با پوشش ۹۵ درصد
- تصویربرداری با کیفیت ۱۰۸۰p و حداکثر ۳۰ فریم بر ثانیه
- تصویربرداری با کیفیت ۷۲۰p و حداکثر ۶۰ فریم بر ثانیه
- تصویربرداری با کیفیت ۴۸۰p و حداکثر ۳۰ فریم بر ثانیه
- ۴ فریم در ثانیه عکسبرداری پیوسته
- ۹نقطه فوکوس اتوماتیک
- این مدل از ۱۰۰دی با بدنهٔ سفید رنگ نیز موجود است.[۴]